# Giancarlo Puecher Passavalli
Giancarlo Puecher Passavalli (Milan, 23 août 1923 – Erba, 23 décembre 1943) a été un partisan italien, décoré de médaille d'or de la valeur militaire.

## Biographie
Issu d'une riche famille d'origine noble  et fils du notaire Giorgio Puecher Passavalli, Giancarlo Puecher est né à Milan le 23 août 1923.  
Son père était un vétéran de la Première Guerre mondiale;  son exemple et ses idées libérales, opposées au fascisme, étaient pour Giancarlo un guide moral de patriotisme et engagement.  Giancarlo fût gravement touché par la mort, après une longue maladie, de sa mère Anna Maria Gianelli, une femme très religieuse qui l'a éduqué aux valeurs chrétiennes et comprenait l'esprit d'action qui animait Giancarlo. 
Jeune talentueux dans les études et dans le sport, il fréquente le gymnase Parini et le lycée des jésuites. Il fréquente ensuite la Faculté de Droit de l'Université de Milan, mais abandonne ses études pour se porter volontaire (élève officier pilote) en juillet 1943 dans la Regia Aeronautica (force aérienne italienne). L'armistice du 8 septembre et l'occupation allemande  l'empêchent de terminer sa formation. Au début des attaques aériennes sur Milan, il est déplacé avec sa famille dans leur villa à Lambrugo, près d'Erba, qui devient un centre d'aide pour les militaires perdus, et un espace de rencontre des antifascistes e de discussions politiques. Ici Giancarlo, avec l'avocat Luigi Meda , représentant des catholiques démocrates de Milan, et le prêtre Don Giovanni Strada, vrai père spirituel de Puecher, curé de Ponte Lambro et initiateur de la Résistance à Erba, ont rassemblé un groupe de jeunes patriotes, anti-allemands et anti-fascistes, qui va constituer le premier noyau partisan de Ponte Lambro . Il a coopéré aussi avec Franco Fucci, un ancien soldat en Grèce qui a adhéré au front antifasciste, commandant du groupe Ponte Lambro.   
Le groupe de partisans rassemblé par Giancarlo Puecher a été le premier à passer à la lutte armée en Brianza (région de la Lombardie au nord de Milan). L'activité principale au début était l'approvisionnement des groupes partisans, et notamment l'établissement de contacts entre les partisans actives sur les montagnes et ceux qui opèraient dans les plaines. Les premières actions avaient donc pour cible les moyens de transport, parvenant à obtenir des autos (dont une Fiat 500 Topolino volée aux Allemands) et deux camions, ainsi que l'essence nécessaire, confisquée par Puecher lui-même à des spéculateurs de marché noir. Ils ont également réussi à récupérer des chevaux et des mules, qu'ils ont confiés aux paysans de Lambrugo, et à obtenir les armes nécessaires pour le groupe dans la zone située entre la haute Brianza et le nord de Milan  . 
Au début de novembre 1943, le groupe de Ponte Lambro passe au combat avec le sabotage des lignes téléphoniques allemandes dans la région de Canzo et Asso. Ces actions et un tractage louant la liberté de la patrie le 4 Novembre (anniversaire de la Victoire de la Première Guerre)  au monument aux morts d'Erba attirent l'attention des commandements partisans milanais naissants.  

### La capture
Le soir du 12 novembre 1943, Puecher et son ami Franco Fucci, en retournant de Milan où ils s'étaient rendus pour des reunions avec le commandement partisan et pour recevoir des fonds, s'arrêtèrent à Canzo pour rencontrer Alessandro Gorini, ancien député et conseiller national du PNF , qui avait changé ses positions et était prêt à financer des activités antifascistes clandestines  . Les deux sont partis à 22h30 à vélo en direction de Ponte Lambro , ignorant le couvre-feu et la mise en place de postes de contrôle à la suite de l'assassinat de deux fascistes à Erba ce même après-midi par des inconnus  . 
Près de Lezza, ils ont été interceptés par une patrouille de trois soldats de la République sociale italienne. Comme ils étaient sans documents, ils ont été emmenés à la caserne pour identification. Fucci, qui avait sur lui des armes, de la dynamite et d'affiches de propagande antifasciste, a saisi le pistolet et a essayé de faire feu contre les soldats mais l'arme s'est enrayée  . Le républicain a riposté, tirant à bout portant sur Fucci qui est tombé au sol, blessé au ventre. Fucci a ensuite été hospitalisé tandis que Puecher a été emmené à la caserne et arrêté. Le même soir, sept autres partisans amis de Puecher ont été arrêtés, dont son père, Giorgio Puecher.

### Le procès et la condamnation
Puecher est resté en prison jusqu'à la mi-décembre, quand il a été jugé et condamné à mort, dans le cadre de représailles pour une série de meurtres de fascistes. Le 18 décembre 1943 à Milan, en effet, l'un des premiers Groupes d'action patriotique, dirigé par Egisto Rubini , avait tué le fédéral de Milan Aldo Resega. Huit antifascistes avaient eté fusillés à l'Arena Civica le jour suivant. Le même matin du 20 décembre, un fasciste bien connu de Erba, Germano Frigerio, qui partait pour Milan pour assister aux funérailles de Resega, a été tué près d'un bar par un homme armé de revolver  . Les fascistes ont donc décidé des représailles qui ont impliqué l'exécution de trente antifascistes, dix pour chaque fasciste tué à Erba (Ugo Pontiggia, Angelo Pozzoli et Germano Frigerio). Comme il n'y avait pas suffisamment de détenus dans les prisons, le nombre d'otages à exécuter a été initialement réduit à six. 
Le tribunal qui devait officialiser les condamnations à mort a été créé dans la nuit du 20 décembre dans la mairie d'Erba, et Puecher a été jugé avec sept autres détenus (Luigi Giudici , Vittorio Testori, Giulio Testori, Rino Grossi, Giuseppe Cereda, Ermanno Gottardi et Silvio Gottardi ). Le président du Tribunal était le lieutenant-colonel Biagio Sallusti, mutilé par la guerre  et commandant du district militaire  . Lors de l'interrogatoire, Puecher a fièrement revendiqué ses responsabilités : "J'appartiens à la véritable armée italienne" et a admis avoir participé à une action partisane. Le commissaire a présenté aux membres du tribunal militaire une liste des noms de quatre prisonniers à condamner à mort. L'avocat de la défense Gian Franco Beltramini, considérant l'incohérence des accusations , dans une tentative d'empêcher les condamnations à mort a convaincu Sallusti d'appeler le préfet Scassellati  , ce qui a conduit à fixer le nombre de condamnés à un, c'est-à-dire Giancarlo Puecher Passavalli. Par la suite, à l'été 1944, Piero Pisenti, ministre de la Justice sécurité de la  RSI, a reconnu la nullité du procès d'Erba et l'arbitraire des condamnations, libérant les prévenus emprisonnés  .

### L'exécution
Puecher a été condamné à mort par fusillade pour avoir "promu, organisé et commandé une bande armée de réfractaires de l'armée afin de renverser les institutions de l’État" . Puecher a été autorisé à écrire une dernière lettre et à se confesser . Il a écrit à sa famille: 
"J'aimais trop ma Patrie, ne la trahissez pas, et vous, jeunes hommes d'Italie, suivez mon chemin et vous serez récompensés pour votre dure bataille par la reconstruction de l'unité nationale. Je pardonne à ceux qui m'exécutent parce qu'ils ne savent pas ce qu'ils font et ne comprennent pas que se tuer entre frères ne conduira jamais à la concorde. Les martyrs confirment leur foi dans une idée.  J'ai toujours cru en Dieu et donc j'accepte Sa volonté."
L'exécution a eu lieu la nuit du 21 décembre 1943 au cimetière d'Erba. L'aumônier présent, le frère capucin Fiorentino Bastaroli, a temoigné que Puecher embrassait les soldats du peloton d'exécution un à un, leur disant qu'il les avait déjà pardonnés et qu'il mourut en criant "vive l'Italie" . Après son hospitalisation, Fucci est resté en prison jusqu'à la Libération, d'abord à la prison de Côme, puis à Verceil et enfin à San Vittore à Milan, d'où il sera libéré à la fin de la guerre. 
Le père Giorgio a été libéré immédiatement après l'exécution de son fils, mais arrêté de nouveau au début de 1944 pour opposition politique et emmené à la prison milanaise de San Vittore, où il a subi des tortures comme les autres détenus. Transféré au camp de prisonniers de Fossoli, il est ensuite déporté au camp de concentration de Mauthausen où il meurt de faim le 7 avril 1945.

## Hommages
À son nom ont été nommés une brigade partisane opérant en Brianza, et le détachement de 52me brigade Garibaldi « Luigi Clerici » opérant dans le Haut Lario, dirigée par Pier Luigi Bellini des Stars qui contribuera à l'arrestation de Benito Mussolini à Dongo le28 avril 1945. 
Le 26 octobre 1945, il a reçu la médaille de la valeur militaire en or, en mémoire. 
- Milan a donné son nom à un centre culturel, le centre communautaire Puecher, via Ulisse Dini 7, une rue et un lycée.
- Le lycée d'État porte son nom à Erba[19] .
- Ponte Lambro lui a conféré la citoyenneté d'honneur le 21 mars 2014 et lui a dédié la place principale.
- Le 2 juin 2014, Lambrugo a conféré la citoyenneté d'honneur a Giancarlo Puecher et à son père Giorgio[20].
- L'Université de Milan lui a décerné un diplôme honorifique en mémoire en 1946.

Plusieurs villes de la Lombardie ont dedié une rue à Giancarlo Puecher.